# Слобода (Афанасьєвський район)
Слобода́ (рос. Слобода) — присілок у складі Афанасьєвського району Кіровської області, Росія. Входить до складу Ічетовкінського сільського поселення.
Населення становить 189 осіб (2010, 223 у 2002).
Національний склад станом на 2002 рік — росіяни 95 %.